# Nuevo Jerusalén, Cintalapa
Nuevo Jerusalén är en ort i Mexiko.   Den ligger i kommunen Cintalapa och delstaten Chiapas, i den sydöstra delen av landet, 600 km öster om huvudstaden Mexico City. Nuevo Jerusalén ligger 802 meter över havet och antalet invånare är 331.
Terrängen runt Nuevo Jerusalén är huvudsakligen kuperad, men åt nordost är den bergig. Terrängen runt Nuevo Jerusalén sluttar norrut. Runt Nuevo Jerusalén är det ganska glesbefolkat, med 34 invånare per kvadratkilometer. Närmaste större samhälle är Nuevo San Juan Chamula, 14,7 km öster om Nuevo Jerusalén. I omgivningarna runt Nuevo Jerusalén växer huvudsakligen savannskog.